# Lungi Ngidi
Lungisani True-man Ngidi, né le 29 mars 1996, est un joueur de cricket professionnel sud-africain et activiste du mouvement Black Lives Matter.

## Biographie

### Vie privée et Formation
Ngidi grandit à Kloof à Durban en Afrique du Sud. Sa mère est une employée de maison et son père agent d'entretien dans une école locale.
Il reçoit une bourse pour intégrer l'école préparatoire de Highbury. Il obtient également une bourse pour intégrer le Hilton College School. Il représente l'équipe de rugby avant d'arrêter pour se consacrer au cricket. Ngidi commence à jouer au cricket à l'âge de 13 ans lors des compétitions provinciales par catégorie d'âge de 2014, où il évolue avec l'équipe des moins de 19 ans du Kwa-Zulu Natal. Durant son séjour à Hilton, l'ancien joueur polyvalent zimbabwéen, Neil Johnson, est son entraineur,.
Après l'obtention de son diplôme à Hilton, Ngidi s'inscrit pour un baccalauréat en sciences sociales option sociologie industrielle à l'Université de Pretoria.

### Carrière professionnelle
- en franchise nationale et T20

Ngidi accède à l'équipe de cricket des Northerns pour la Coupe d'Afrique T20 2015 suite à ses performances exceptionnelles et réalise ses débuts en première division avec l'équipe en 2016. En juillet 2016, Cricket South Africa le nomme joueur de l'année de la Coupe d'Afrique T20. En août 2017, il intègre l'équipe de Benoni Zalmi pour la première saison de la T20 Global League. Cependant, en octobre 2017, Cricket South Africa reporte le tournoi à novembre 2018 puis pour ensuite l'annuler peu de temps après.
En janvier 2018, Ngidi est acheté par les Chennai Super Kings lors de la vente aux enchères IPL 2018. En octobre 2018, il intègre l'équipe des Tshwane Spartans pour la première édition du tournoi Mzansi Super League T20,. En mars 2019, il figure sur la liste des huit joueurs à suivre par l'International Cricket Council (ICC) avant le tournoi de la Premier League indienne 2019.
En septembre 2019, Ngidi rejoint à nouveau l'équipe des Tshwane Spartans pour le tournoi de la Mzansi Super League 2019. En avril 2021, il intègre  l'équipe des Northerns avant la saison de cricket 2021-22 en Afrique du Sud.
En février 2022, les Delhi Capitals acquièrent Ngidi lors de la vente aux enchères du tournoi de la Premier League indienne 2022.
En mai 2023, la présence de Ngidi, pour la saison inaugurale au sein de l'équipe de la Major League Cricket (MLC) des San Francisco Unicorns, est annoncée.
- A l'internationale

En janvier 2017, Ngidi joue au sein de l'équipe sud-africaine Twenty20 International (T20I) pour leur série contre le Sri Lanka. Le 20 janvier 2017, il fait ses débuts aux T20I pour l'Afrique du Sud lors du match contre le Sri Lanka et est élu homme du match. Au cours de la série T20I, Ngidi figure parmi les joueurs de l'équipe sud-africaine pour leurs matchs One Day International (ODI) contre le Sri Lanka. Cependant, il est mis hors de jeu lors de la série ODI en raison d'une blessure abdominale.
En janvier 2018, Ngidi intègre l'équipe de test de l'Afrique du Sud avant le deuxième test contre l'Inde et effectue ses débuts en test le 13 janvier 2018. Il change l'issue du match avec des chiffres de 7/87 dans le match, dont 6/39 dans la deuxième manche, pendant que l'Afrique du Sud remporte par 135 points. Toujours en janvier, Ngidi rejoint l'équipe internationale d'un jour (ODI) de l'Afrique du Sud pour leur série contre l'Inde. Il fait ses débuts ODI contre l'Inde le 7 février 2018.
En mars 2018, Cricket South Africa accorde à Ngidi un contrat national avant la saison 2018-19. En avril 2019, il  rejoint l'équipe d'Afrique du Sud pour la Coupe du monde de cricket 2019,. Le 4 mars 2020, lors du deuxième ODI contre l'Australie, Ngidi effectue son premier cinq guichets en cricket ODI. Au cours de ce même match, il devient le lanceur le plus rapide d'Afrique du Sud, en termes de matchs, à prendre 50 guichets en ODI; performance réalisée lors de son 26e match.
En septembre 2021, Ngidi rejoint l'équipe d'Afrique du Sud à l'occasion de la Coupe du monde masculine T20 de l'ICC 2021. En juillet 2022, durant le premier match de la série contre l'Angleterre, Ngidi réalise son premier cinq guichets en cricket T20I.
En mai 2024, l'équipe d'Afrique du Sud le choisit comme joueur de réserve pour le tournoi de la Coupe du monde masculine T20 de l'ICC 2024.

## Activisme
En juillet 2020, Ngidi exhorte l'équipe nationale à discuter du mouvement Black Lives Matter au sein du cricket sud-africain et à soutenir ce mouvement. Il dénonce par la même occasion le racisme institutionnalisé dans le cricket. Ses commentaires suscitent des opinions controversées et des critiques de la part d'anciens joueurs. De nombreux anciens joueurs des Proteas, tous de couleur, ainsi que cinq entraîneurs partagent une déclaration collective, exprimant leur soutien à Ngidi et au mouvement BLM, tout en exhortant Cricket South Africa à ne pas éviter le sujet et à adopter une position claire .

## Distinctions
- Elu jeune talent « Joueur Africain T20 de l'année » par Cricket South Africa en 2016[1].

- Nommé l'un des cinq joueurs de cricket de l'année lors des South African Cricket Annual Awards 2018[34].
- Nommé joueur de cricket de l'année ODI et T20I lors de la cérémonie annuelle de remise des prix de Cricket South Africa, en juillet 2020[34].